# Dean Phillips
Dean Benson Phillips  (Saint Paul, 20 januari 1969)  is een Amerikaanse zakenman en Democratisch politicus die sinds 2019 de Amerikaanse vertegenwoordiger is van Minnesota's 3de congressional district. 
Phillips  heeft verschillende bedrijven in bezit gehad en opgericht, naast zijn functie als voorzitter en CEO van het drankbedrijf van zijn familie, de Phillips Distilling Company.    Hij is de voormalige mede-eigenaar van Talenti gelato en mede-eigenaar van Penny's Coffee.
Phillips werd voor het eerst verkozen in 2018 en versloeg de Republikeinse zittende Erik Paulsen die er al zes ambtstermijnen opzitten had.  Door het eens zo trouwe Republikeinse district van kant te laten wisselen, werd hij de eerste Democraat die de zetel won sinds 1958. Sindsdien is hij tweemaal herkozen. Phillips wordt beschouwd als een centrist en een gematigde democraat. Met een nettowaarde van $77 miljoen in 2018 is Phillips een van de rijkste leden van het Congres. 
Eind 2023 kondigde hij zijn voornemen aan om de zittende president Joe Biden uit te dagen voor de nominatie van de Democratische Partij bij de presidentsverkiezingen van 2024 . 
- Gemeinsame Normdatei: 1307636756
- Library of Congress Control Number: no2021012203
- SNAC: w6zm67g5
- Biographical Directory of the United States Congress: P000616
- Virtual International Authority File: 4652161274883647650008